# 基本救命術
基本救命術（英語：Basic life support，簡稱BLS，又称基本生命支持）是針對心跳驟停或其他處於立即危及生命的患者提供的初步醫療照護。其目標是在患者能夠接受其他提供高級救命術的人員的照護前，維持患者的生命徵象。BLS可由受過訓練的緊急醫療技術員，或任何接受過相關訓練的民眾執行。

## 背景
國際復甦聯盟（International Liaison Committee on Resuscitation，ILCOR）於1992年成立，旨在協調全球的心肺復甦工作與心血急救護理等工作。ILCOR在2000年時發布了首個心肺復甦指引，並於2005年發布了《國際心肺復甦與緊急心血管護理科學治療建議共識》。自2010年起，ILCOR開始為區域性的復甦機構，如歐洲復甦委員會和美國心臟協會，提供撰寫各自指引的材料。自2015年起，ILCOR採用名為《關於科學與治療建議的共識（Consensus on Science with Treatment Recommendations，COSTR）》的新模式，評估最新的證據品質，並就心肺復甦領域的最佳治療準則達成共識。利用COSTR方法，ILCOR開始進行年度審查，並發布最新的心肺復甦證據資訊。
在現場提供患者心肺復甦術可以為患者爭取更多時間，讓更專業的醫療人員抵達並提供高級救命術。基本救命術的一項重要進展為自動體外心臟去顫器（Automated External Defibrillator, AED）的普及，這在心跳驟停病例中顯著提升了存活率。